# 後楽園ロコモティヴ
株式会社後楽園ロコモティヴ（こうらくえんロコモティヴ、KORAKUEN LOCOMOTIVE Co.,Ltd.）は、かつてゲームセンターや屋上遊園地の運営、おもちゃ王国のフランチャイジーなどを手掛けていた日本の企業。株式会社東京ドームの100%子会社。

## 概要
1971年9月に後楽園スタヂアム（当時）の子会社として設立。東京ドームシティ（東京ドームシティアトラクションズ、黄色いビル、ラクーア）内におけるアミューズメント施設の運営や東京ドームシティにおけるコインロッカーの管理の他にも、東武鉄道系列の商業施設にてゲームセンターや屋上遊園地の運営を手掛けていた。2003年7月にはおもちゃ王国のフランチャイズとして、黄色いビル内に「東京ドームシティ おもちゃ王国」をオープンさせた。
しかし、「東京ドームシティ おもちゃ王国」は「ASOBono!(アソボーノ)」開業に伴い2011年1月19日に閉鎖した他、「バーチャルスポーツプラザ 打撃王」も同年11月13日に閉店。東京ドームシティ内にあったゲームセンター（「アミューズメント・マシン・ミュージアム」、「カーニバル」、「カーニバルアベニュー」、「ラクーアカーニバル」）や「あそびの広場後楽園桶川マイン店」（埼玉県桶川市）も後に閉鎖した他、コインロッカー管理事業も、2011年にグループ会社である東京ドームファシリティーズへ移管された。
事業の整理後、後楽園ロコモティヴ自体は清算手続に入ることになった。後楽園ロコモティヴは、2018年12月21日に清算が結了した。
東京ドームシティアトラクションズのタワーランド（現：バイキングゾーン）にあった「カーニバル」跡地には、「セガ 東京ドームシティ」（GENDA GiGO Entertainment運営）が出店している他、屋内バッティングセンターに関しても、「スポドリ!」が東京ドーム直営で黄色いビル内にて営業している。

## 運営していた主な施設
- 黄色いビル内
  - 東京ドームシティ おもちゃ王国 - 2003年7月に黄色いビル内に開業。2011年1月閉鎖。
  - バーチャルスポーツプラザ 打撃王 - 2002年4月開業[5]。2011年11月閉鎖。
  - アミューズメント・マシン・ミュージアム
- 東京ドームシティアトラクションズ内
  - カーニバル - 1991年開業[6]。タワーランド（現：バイキングゾーン）にあった。
  - カーニバルアベニュー - タワーランド（現：バイキングゾーン）とパラシュートランド（現：パラシュートゾーン）を結ぶ通路にあった。
- ラクーア内
  - ラクーアカーニバル
- 東京ドームグループ外商業施設
  - あそびの広場後楽園桶川マイン店 - 東武桶川マイン4階
  - あそびの広場後楽園蓮田店 - 東武蓮田マイン地下1階
  - あそびの広場後楽園船橋店 - 東武百貨店船橋店屋上
  - あそびの広場後楽園志津店 - 東武しづマイン4階